# Râul Guga, Iada
Râul Guga este un curs de apă, afluent al râului Iada.